# 비영리 단체
비영리 단체(非營利團體, 영어: nonprofit organization, NPO)는 소유주나 주주를 위해서 자본의 이익을 추구하지 않는 대신에 그 자본으로 어떠한 목적을 달성하는 단체를 말한다. 비영리조직(非營利組織), 비영리기관(非營利機關)이라고도 불린다. 흔한 예로 자선단체(慈善團體 , charitable organizations), 노조(勞組, trade unions), 공공 예술 전시를 위한 조직이 있다.
통상적인 용어로는 정부조직은 포함하지 않는다. 따라서 비영리단체이면서 민간단체(NGO)인 경우를 약칭으로 비영리단체(NPO)로 호칭하는 경우가 있다.
넓은 의미로는 특수법인(特殊法人), 인가법인(認可法人) 등을 비롯한 전국 각 시•군•구에 등록된 종교단체(교단, 종단 등), 공공 단체(공법인)도 포함한다. 좁은 의미로는 비영리로 사회공헌활동 또는 자선활동을 하는 시민단체를 가리킨다.

## 개요
비영리단체의 반의어는 영리단체(營利團體)이다. 이러한 분류는 단체를 영리목적과 비영리목적으로 나누는 것으로, 해당 단체가 법인인지 아닌지와는 관계가 없다.
비영리 단체에는 공익(公益, 사회 전체의 이익)성을 갖는 것과 공익(共益, 공동의 이익)성을 갖는 것, 2종류가 있다.
1. 영리를 목적으로 하지 않고, 또한 사회 전체의 이익(公益)을 목적으로 하는 단체 (公益・非營利)
  - 조직 예: 사회적지원활동 단체(社會的支援活動團體)、학교・병원・간호시설・직업훈련시설・묘지 등의 운영단체 등
  - 법인 예: 재단법인, 사단법인, 학교법인, 사회복지법인, 직업훈련법인, 종교법인 등
  - 단, 실질적으로 공동의 이익을 목적으로 하는 동창회・사업자단체 등에 대해서도, 공익성을 주장하여 재단법인・사단법인 등으로 된 사례도 다수 존재한다.
2. 영리를 목적으로 하지 않고, 공동의 이익(共益)을 목적으로 하는단체 (共益・非營利)
  - 조직 예: 동창회, 동호회, 사업자단체 등
  - 법인 예: 중간법인(中間法人), 의료법인, 사업조합 등

일본의 경우, 종래의 민법에 의해 설립된 공익법인은 특수재단법인으로서 2013년 11월 30일까지 일반사단법인 또는 일반재단법인 또는 공익재단법인・공익사단법인으로 이행한다는 확정 신청을 해야 한다.
또한, 종종 비정부단체(非政府團體, Non Governmental Organization, NGO)와 혼동되는 경우가 있으나, 주로 국제 정치 현장에서 쓰이는 말이다. NGO의 대부분은 비영리단체이지만 법인 회사등의 영리단체의 경우도 NGO가 될 수 있다.

## 비영리민간단체
일반적으로 비영리단체이면서 민간단체인 경우가 법에서 특별히 정하여 다루는 경우가 있기에 (비영리민간단체지원법 법률- Assistance for Non-Profit, Non-Governmental Organization Act 약칭: 비영리단체법) 비영리단체로 언급하는 경우도 있다.

## 글로벌 비영리단체
지속적이고 전세계적으로 활동을 하고 있는 비영리단체로는 크리에이티브 커먼즈, 휴먼 라이츠 워치(HRW), 국제앰네스티(Amnesty International), 유니세프(UNICEF), 위키미디어 재단 등이 있다.

## 같이 보기
- 애큐먼(영어판)
  - 재클린 노보그라츠(영어판)
- 라이프스프링 병원(영어판)
- Google.org
- 스콜 재단(영어판)